# Mequetatom
Mequetatom ("Eis o Aton" ou "Protegida por Aton") era a segunda de seis filhas do faraó egípcio Aquenáton e sua Grande Esposa Real Nefertiti. Ela provavelmente nasceu no ano 4 do reinado de Aquenáton. Embora pouco se sabe sobre ela, ela é freqüentemente representada com suas irmãs que acompanham seus pais reais nos primeiros dois terços dos dezessete anos de reinado de Aquenáton.